# 小行星4150
小行星4150（英語：4150 Starr）是一颗围绕太阳公转的小行星。1984年8月31日，B. A. Skiff在可可尼诺县发现了此天体。
这颗小行星的绝对星等为197.27343795等。